# ポンデローサ高校
1963年に開校したポンデローサ高校は、アメリカ、エルドラド郡 (カリフォルニア州)内のエルドラド統一学区に属している。アメリカ、カリフォルニア、シングルスプリングのポンデロサ通り沿いにあり、やや田舎な立地である。
2005~2006年には、のべ2061名の生徒が入学した。ポンデロサ高校のマスコットは熊である。リサ・H・ガレットが校長を務め、ダレン・スロジョコフスキー、セルナ・テキセラ、ジェレミー・ハントが教頭を務めている。

## 学業
高校におけるスケジュールは、通常日程の日（月曜日、火曜日、金曜日）が三日と、特別日程の日”Block days”（水曜日、木曜日）の二日で構成される時間割となっており、全部で7つの授業をとることができる。ポンデローサ高校は、学区内における農業プログラムを主催している。

## 運動
高校では、アメリカン・フットボール、バレーボール、サッカー、陸上など、多種多様なスポーツの機会が提供されており、キャピタル・ヴァレー地区の2部に属している。

## 著名な卒業生
- ジェームズ・カンペン - NFLの元オフェンシブラインマンであり、現在のグリーンベイ・パッカーズのオフェンシブラインコーチ。
- カート・トラヴィス - サクラメントのリードヴォーカル -ポスト・ハードコアバンド ダンス・ギャヴィン・ダンスに所属